# Mipseltyrus parki
Mipseltyrus parki är en skalbaggsart som beskrevs av Schuster 1956. Mipseltyrus parki ingår i släktet Mipseltyrus och familjen kortvingar. Inga underarter finns listade i Catalogue of Life.